# Alianța pentru Patrie
Alianța pentru Patrie (ApP) a fost un partid politic din România, fondat pe 19 septembrie 2021 de către Liviu Dragnea și Codrin Ștefănescu. Partidul a fost absorbit la data de 1 decembrie 2023 de Forța Identității Naționale (FIN), condus de Ilan Laufer.